# جورج هاميلتون (ضابط شرطة)
جورج هاميلتون (بالإنجليزية: George Hamilton)‏ هو ضابط شرطة بريطاني، ولد في 27 يونيو 1967 في Bangor, County Down ‏ في المملكة المتحدة.